# Rocket: Robot on Wheels
Rocket : Robot on Wheels est un jeu vidéo de plates-formes sorti en 1999 sur Nintendo 64. Le jeu a été développé par Sucker Punch Productions et édité par Ubisoft.

## Système de jeu
Le joueur contrôle Rocket, un robot de maintenance ressemblant à un monocycle, chargé de récolter tickets et pièces mécaniques pour remettre en état un parc d'attractions délabré. Une fois réparés, il est possible d'interagir avec les manèges à travers des mini-jeux tels qu'un lancer de balles sur des statuettes colorées de chats ou un jeu de morpion avec un poulet. Il est possible de construire sa propre montagne russe et d'y faire un tour en vue subjective. Rocket gagne de nouvelles capacités en s'équipant de pièces dispersées dans le jeu. Il peut s'accrocher à des objets ou des ennemis en utilisant son rayon tracteur, empiler des objets pour construire des échelles ou encore monter à bord de divers véhicules.